# Hardcore punk
Hardcore punk (najčešće samo hardcore) je podžanr punk rocka koji je nastao u SAD-u kasnih 1970-ih. Nastao je nakon što su se sastavi prvog vala punka počeli raspadati, ili mijenjati stil glazbe. Umjetnici koji su ostali postali su više underground i hardcore (Underground-podzemni, u smislu nepoznati masama, i hardcore-tvrdokorni u smislu iskustva). Zvuk je postao žešći i brži od punka 1970-ih. Karakteriziraju ga kratke, brze i srčane pjesme s politički i društveno vezanim tekstovima. Hardcore je uvelike utjecao na razvoj metal glazbe i ostalih glazbenih vrsta

## Opis i karakteristike
Pjesme najčešće nisu bile tehnički zahtjevne: Bubnjari slijede d-beat. Gitare su isto imale jednostavne, ali žestoke i brze rifove. Bas gitara je većinom imala melodičan i privlačan rif, ali on nije dolazio do izražaja (zbog loše kvalitete snimanja). Vokal je često bio glasan i žestok, većinom kao vikanje.
Ipak, mnogi sastavi su donosili svoje stilove i zvuk većinom nije bio sličan drugim sastavima (Dead Kennedys s vrlo melodičnim zvukom i vokalom, pa do Blacka Flaga koji je imao skoro sirov zvuk i derajući vokal).
Supkultura hardcorea se razlikovala od ostalih punk supkultura po izričaju. Za razliku od ostalih punk supkultura, pripadnici hardcorea su se jednostavno oblačili (traperice, bijela majica, košulja i većinom kratka kosa) i odbacivali sve poveznice s drugim scenama. U Hardcoreu se razvija pojava "moshinga", žestoke reakcije publike na glazbu.

## Utjecaj i ostali žanrovi
Hardcore je jako utjecao na daljnju punk i metal glazbu. 
Thrashcore je nastao kao plod ubrzanog hardcora. Osim još veće brzine nego kod običnog hardcorea, često se u thrashcoreu mogu čuti blastbeatovi (tehnika vrlo brzog sviranja bubnjeva karakteristična za death metal). 
Javlja se crust punk, ekstremni žanr punka, s vrlo sirovim i brzim zvukom. Povezan je sa žanrom thrashcore. Karakteriziraju ga brzi ritmovi i vrlo negativno nastrojen ugođaj.
Hardcore utječe i na metal, pa nastaju thrash metal, speed metal, sludge metal, metalcore i mnogi drugi. Mnogi sastavi pridonosi stil na prelasku hardcorea i thrash metala, te tako nastaje crossover thrash.
Crossover thrash je zadržao žestinu i brzinu hardcora i pomiješao je s kreativnijim riffovima i širim glazbenim izričajem karakterističnim za metal. U crossover thrashu prevladava još uvijek agresivni vokal. Pioniri crossover thrasha su S.O.D., D.R.I. i Discharge.
Trash metal je mješavina hardcorea i heavy metala. Od heavy metala preuzimaju se solaže i kompliciranije izvedbe pjesme, a od hardcorea brzina te opći stav i agresivnost hardcorea.
Mnogi hardcore sastavi mijenjaju svoj stil, i tako nastaju mnoge vrste hardcorea.

## Vanjske poveznice
- KFTH  Arhivirana inačica izvorne stranice od 11. ožujka 2007. (Wayback Machine) Online hardcore diskografija
- The Punk VaultPovijest punka i hardcorea
- Snimka Donahue 1986.